# Гойю лечит доктор Аррьета
«Гойю лечит доктор Аррьета» (исп. Goya atendido por el doctor Arrieta) — картина испанского художника Франсиско Гойи, написанная в 1820 году. На ней изображены сам болеющий художник и его лечащий врач. Работа написана маслом на холсте в 1820 году и в настоящее время находится в Институте искусств Миннеаполиса.

## Сюжет картины
В конце 1819 года Гойя тяжело заболел. О болезни и методах лечения Гойи не сохранилось сведений. По выздоровлении он написал автопортрет со своим врачом и другом Евгенио Арриетой. В нижней части картины Гойя оставил посвящение своему другу:

«Гойя благодарен своему другу Арриете за успешное лечение и большую заботу во время жестокой и опасной болезни в конце 1819 года в возрасте 73 лет».
Резко контрастирует здоровый цвет лица доктора с внешним видом почти агонизирующего Гойи, который судорожно цепляется за яркие ткани. Этот его жест возможно символизирует нежелание художника быть в компании погруженных в темноту мрачных мёртвых или полумёртвых фигур, располагающихся за спинами двух друзей. Эти невозмутимые фигуры очень схожи с персонажами «Мрачных картин», писавшихся Гойей в те же годы. Кроме того, взгляд Арриеты демонстрирует сосредоточенность и решимость.

## Судьба картины
Картина была подарком Гойи Евгенио Арриете и неизвестно насколько долго хранилась она у врача. В 1820 году Арриета отправился в Африку и картина видимо осталась в Испании. В 1860 году она выставлялась в Мадриде в составе частной коллекции Мартинеса. Далее она была замечена в различных частных парижских коллекциях, пока не была приобретена Институтом искусств Миннеаполиса.

## Интерпретации
Надпись, найденная на картине заставляет многих ученых сравнивать работу с вотивными предметами, которые обычно можно было увидеть в церквях того периода, изображих религиозные сцены как демонстрацию благодарности за божественное вмешательство. Что отличает работу Гойи от этих вотивных подношений, так это светский контекст, в который он помещает сцену. Картина направляет свою благодарность врачу, а не церкви, и приписывает его выздоровление трудам науки, а не трудам божества.
Ученые также заметили другие ссылки на христианство, например, явную тему причастия на портрете, которая часто встречалась в светском контексте среди испанских художников того времени.
Другие связи были установлены между портретом и традиционными религиозными темами, такими как Пьета, и религиозными идеями, такими как Ars moriendi.